# Lomographa lungtanensis
Lomographa lungtanensis es una especie de polillas de la familia Geometridae. La especie fue descrita por primera vez por el entomólogo suizo Eugen Wehrli en 1939, con distribución en la isla de Taiwán y China. El holotipo de la especie fue descrita en el sector Lungtan, de ahí su nombre, a poca distancia de la ciudad de Nanjing. Los detalles de las alas tienen gran parecido con la Lomographa anoxys. Se caracteriza por una línea terminal extremadamente delgada y ocre en ambas alas y un punto discal muy pequeño, a veces ausente, en el ala anterior.